# Rocafuerte (kanton)
Rocafuerte – kanton w prowincji Manabí, w Ekwadorze. Stolicą kantonu jest Rocafuerte.